# Cordes (Arizona)
Pour les articles homonymes, voir Cordes.

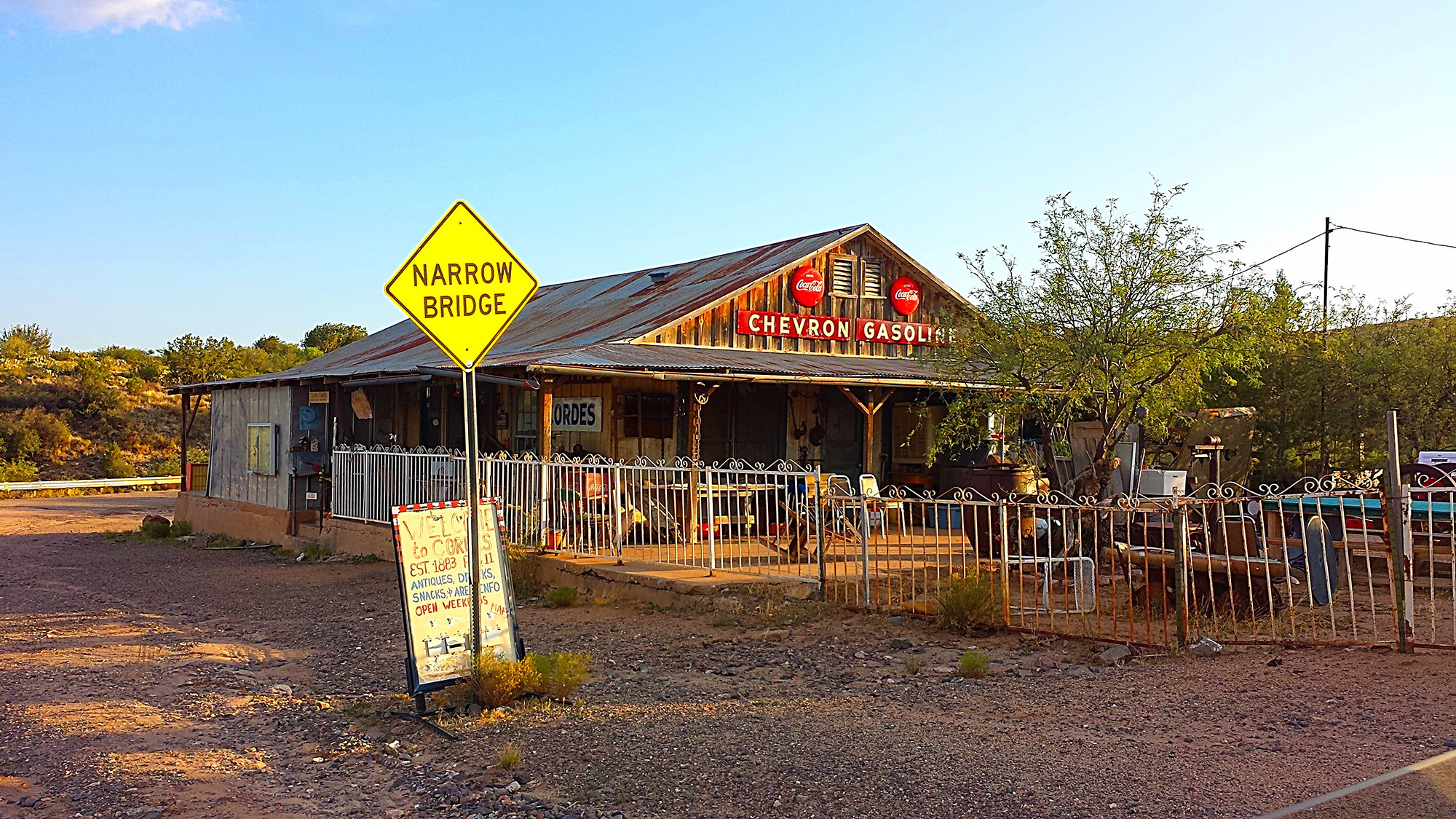
Cordes, 2014.

Cordes est une ville fantôme située à huit milles au sud-est de Mayer dans le comté de Yavapai dans l'État de l'Arizona aux États-Unis. Cordes fut fondé en 1883 par John Henry Cordes. La ville était d'abord supposée porter le nom de Antelope Junction. Cependant, l'application de John Henry Cordes pour ce nom pour le bureau de poste en 1883 fut rejetée. La raison était qu'il y avait déjà une ville nommée Antelope Station en Arizona. Cette dernière porte maintenant le nom de Stanton (en). Le second nom choisi par John Henry Cordes qui était son propre nom de famille fut approuvé. Le bureau de poste de Cordes fut fermé en 1944 et la ville fut abandonnée dans les années 1950.

## Annexe